# Сок-Сити (Айова)
Сок-Сити (англ. Sac City) — крупнейший город и административный центр в округе Сок в штате Айова в Соединённых Штатах Америки.
Согласно результатам переписи населения США, проведённой в 2020 году, число жителей города составляло 2063 человека, что, для такого небольшого населённого пункта, существенно меньше (− 7,1%), чем было во время предыдущей переписи прошедшей в 2010 году (2220 человек).

## История
Сок-Сити был впервые заложен в 1855 году Джошуа Китом Пауэллом из Форт-Доджа. Сообщество получило своё название потому, что на момент Луизианской покупки землями владели племена сауков и месквоков.
Судья Юджин Крисс (англ. Eugene Criss), которого считают одним из отцов-основателей Сок-Сити, покинул Висконсин и пересек реку Миссисипи в начале 1855 года в крытой повозке. Он искал гидроэнергию и хотел основать поселение в новой, еще неизведанной местности. Решив начать строительство поселения на реке Ракун, судья Крисс приступил к строительству первой бревенчатой хижины на территории нынешнего города, основал гостиничный бизнес, а также открыл станцию для дилижансов и универсальный магазин.
В 1874 году поселение было инкорпорировано и включено в реестр штата Айова, благодаря чему некорпоративное сообщество  официально получило статус города («Сity of» / «Town of»).

## География
Сак-Сити расположен к юго-западу от восточного пересечения автомагистралей США 20 и 71, в холмистой местности вдоль долины реки Норт-Раккун на высоте около 370 метров над уровнем моря. 
По данным Бюро переписи населения США, общая площадь города составляет 12,77 км² (4,93 квадратных мили), из которых 12,59 км² (4,86 кв. мили) приходится на сушу, а 0,18 км² (0,07 кв. мили) занимает водная поверхность.

## Климат
По данным представленным Национальной метеорологической службой США в городе Сок-Сити преимущественно влажный континентальный климат, характеризующийся значительными сезонными перепадами температур, тёплым или жарким (часто влажным) летом и холодной (иногда очень холодной) зимой. Осадки относительно равномерно распределены в течение года. Согласно классификации климатов Кёппена, такой климат сокращённо обозначается на климатических картах аббревиатурой «Dfa» (жаркий летний континентальный климат).